# Se-ma-for
Se-ma-for è uno studio di animazione polacco. Fondato a Łódź nel 1947, produce principalmente cartoni animati ed animazioni in stop-motion per adulti e bambini. Il nome, che significa letteralmente "semaforo", è in realtà l'acronimo di Studio Małych Form Filmowych.
Tra i suoi maggiori prodotti di successo si possono annoverare Miś Uszatek, Przygody misia Colargola, Opowiadania Muminków, Troubles the Cat, Przygody kota Filemona, Przygód kilka wróbla Ćwirka, La matita magica (Zaczarowany ołówek) e soprattutto i film Tango e Pierino & il lupo (quest'ultimo  prodotto interamente negli studi Se-ma-for di Łódź), vincitori dell'Oscar al miglior cortometraggio d'animazione rispettivamente nel 1983 e nel 2008.